# Lengyeltóti
Lengyeltóti is een plaats (város) en gemeente in het Hongaarse comitaat Somogy. Lengyeltóti telt 3451 inwoners (2001).